# Castell Nou d'Alūksne
El Castell Nou d'Alūksne (en letó: Alūksnes Jaunā pils) és un castell d'arquitectura neogòtica situat a Alūksne a Letònia, antigament nomenat Marienburg o Marienbourg, el que significa «castell de Maria».

## Història
El 1342 un castell va ser construït sobre l'illa major del llac d'Alūksne. Se'l va anomenar de Marienburg. Aquest primer castell, construït per Burkhard von Dreileben membre de l'Orde Teutònic, va participar en un important enfortiment de la frontera oriental de Terra Mariana, antiga Livònia. Les seves ruïnes encara són visibles.
El nou castell va ser construït a la vora del llac del mateix nom entre 1859 i 1863 pel baró Otto anomenat Alexander von Vietinghoff, descendent del baró Otto Hermann von Vietinghoff (1722-1792), en el que era en aquest moment el govern de Curlàndia pertanyent a l'Imperi Rus, on les grans àrees agrícoles estaven a les mans de l'aristocràcia alemanya del Bàltic.
L'edifici del nou castell consta de diversos estils inspirats al gòtic anglès i alemany. La seva façana està decorada, en el seu centre, amb un cos sortint poligonal de gust romàntic, des de la terrassa es pot admirar el llac. Està flanquejada per una torre amb merlets i decorada amb diversos balcons i galeries. La família va ser expulsada el 1920, durant la reforma agrària i el moment del Govern Provisional de Letònia.
El castell, danyat, va ser requisat el 1924 pel 7è Regiment d'Infanteria de Sigulda, evitant així la seva ruïna. Després es va instal·lar una escola d'art, sales de museu obertes al públic, un museu dedicat a la natura i una sala de cinema. El castell ara pertany al municipi, és museu municipal d'Història Natural i s'organitzen concerts i representacions teatrals.
Un monument està instal·lat al parc, en memòria dels soldats soviètics que van morir a la proximitat del castell en lluita dels exèrcits del Tercer Reich.